# Campethera cailliautii
El pico de lomo verde (Campethera cailliautii) es una especie de ave, en la familia Picidae (de los pájaros carpinteros).

## Distribución
Se encuentra en Angola, Burundi, Camerún, República Centroafricana, República del Congo, República Democrática del Congo, Guinea Ecuatorial, Etiopía, Gabón, Ghana, Kenia, Malaui, Mozambique, Nigeria, Ruanda, Somalia, Sudán, Tanzania, Togo, Uganda, Zambia y Zimbabue.